# 林歌

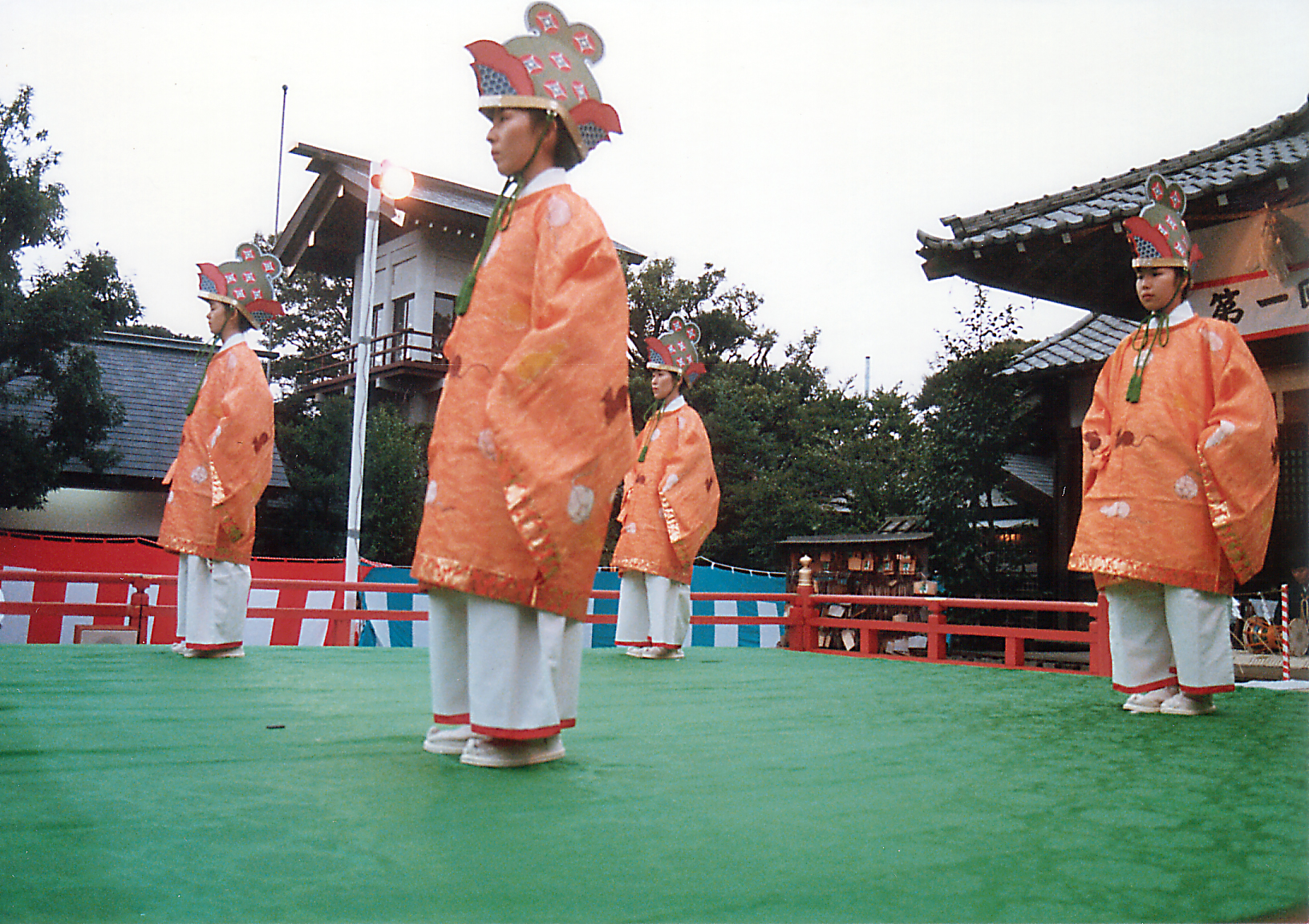
林歌の舞

林歌（りんが）は、雅楽の曲名の一つ。高麗楽と唐楽の両ジャンルに伝わっている。
高麗楽としては、現行曲ではもちろん古文書においても明確に確認できる限り唯一の高麗平調の曲で、由来としては、嵯峨天皇の頃に高麗の笛師下春（しもはる）が作るとも、兵庫允の玉手公頼（たまてのきみより）が作るともいう。古くは子祭（11月の子の日）と甲子の日に奏されたと伝えられ、舞装束に鼠の刺繍が施されていたり、兜が鼠兜であったりするのが特徴である。ちなみに古文書では高麗平調の曲として他に「作物」の曲名が見えるが、これはこの林歌のことではないかとする説がある。
唐楽としては、平調の早八拍子の小曲で、こちらは管絃曲である。高麗平調からの渡物で、唐楽と高麗楽の間で渡された珍しい楽曲である。